# 馬爾頓 (新澤西州)
馬爾頓（英語：Marlton）是位於美國新澤西州伯靈頓縣的普查規定居民點。

## 人口
根據2020年美國人口普查的數據，馬爾頓的面積為8.57平方千米，當中陸地面積為8.55平方千米，而水域面積為0.02平方千米。當地共有人口10594人，而人口密度為每平方千米1,236.17人。